# 女王 (ディズニー)
- 白雪姫 (1937年の映画) > 女王 (ディズニー)
- ディズニー・ヴィランズ > 女王 (ディズニー)

女王（じょおう、魔女、Evil Queen）は、ウォルト・ディズニー・プロダクションの最初の長編アニメーション映画『白雪姫』及び『白雪姫』のフランチャイズにおいて登場する架空の人物。ディズニー・ヴィランズに分類される。
固有名詞は存在せず本名は不明であるが、他作品などでは邪悪な女王、イーヴィル・クイーン、グリムヒルデ女王などの名前が設定されている。

## 概要
1812年のドイツの童話『白雪姫』に登場する王妃を基にしているキャラクター。原作のグリム兄弟の物語と同様に、冷酷で非常に虚栄心が強い性格をしており、魔法の鏡を所有し、自分が「国で一番美しい者」であり続けることに執着している。彼女は継娘である白雪姫の美しさや、他国の王子の関心に対して狂おしいほど嫉妬し、この三角関係の要素はディズニーの物語変更の一つ。これにより彼女は白雪姫の命を狙い、最終的には自分の死へと繋がる道を歩むことになる。
映画版の女王は、グリム兄弟の物語のように変装するのではなく、暗黒の魔法の力を使って実際に老女に変身しており、この姿は一般的に邪悪な魔女、老女、または単に魔女と呼ばれている。映画では女王は死ぬが、さまざまな非公式のディズニー作品でも登場している。
映画版の女王はウォルト・ディズニーとジョー・グラントによって作られ、最初はアート・バビットがアニメーションを担当し、ルシル・ラ・ヴァーンが声を担当した。彼女の顔の特徴はジョーン・クロフォード、グレタ・ガルボ、マレーネ・ディートリヒからインスピレーションを得ている。彼女の衣装デザインは、映画『洞窟の女王』のハッシュ・ア・モテプ女王と『ニーベルンゲン』のクリームヒルド王女のキャラクターに基づいている。その後、女王はエレノア・オードリー、ジューン・フォーレイ、ジャネット・ワルドー、スーザン・ブレイクスリーなどによって声が担当され、舞台版ではアン・フランシーン、テレビ特別番組ではジェーン・カーティン、ディズニーのドリーム・ポートレートではオリヴィア・ワイルド、映画『ディセンダント』ではキャシー・ナジミー、映画『スノー・ホワイト』ではガル・ガドットが実写で演じた。
この童話キャラクターのバージョンは映画評論家や一般の観客に非常に好評を博し、ディズニーの最も象徴的で威圧的なヴィランの1人と見なされている。映画以外にも、女王はディズニーのアトラクションや作品に数多く登場し、『ファンタズミック!』『キングダム・キーパーズ』『キングダム ハーツ バース バイ スリープ』など白雪姫に直接関連するものだけでなく、『眠れる森の美女』のマレフィセントと共演することもある。映画版の女王は、ディズニー以外の多くの作品やアーティストに影響を与えた人気のある原型にもなっている。

## 白雪姫（1937年の映画）

### 作中での動向
「遠く離れた別の土地」に、「何年も何年も前」、「城、騎士、美しい乙女、ロマンス、魔法、そして魔女の童話の時代」の頃、魔法の力を持つ神秘的で冷たい美しさを持つ女性がいた（1938年の宣伝パンフレットによれば、彼女はドイツのハルツ山地の悪霊に「身も心も売り渡して」魔術を働くことができるようになった）。この女性は妻を亡くしていた王と結婚することで王妃となり、王の崩御にともない女王に就任する。女王は単独で国を統治し、国民からは恐れられていた。また女王は望むものを見ることができる魔法の鏡を所有しており、定期的に鏡に「この世で一番美しい女は誰？」と尋ね、鏡からは常に彼女が一番美しいと答えられていた。なお女王が魔法の力を持っていたのは、自分の城内でのみである。また女王は14歳になる継娘・白雪姫と仲が悪く、家の中で召使いとして働かせていた。
しかしある日、鏡は「女王様は美しいが、ある若い娘は女王様以上です」と告げる。その「若い娘」が白雪姫だと悟った女王は嫉妬のあまり城の猟師に対し、白雪姫を森の奥深くまで連れて行って殺し、証拠として彼女の心臓を箱に入れて持ち帰るように命じる。しかし漁師は若い白雪姫をどうしても殺すことができず、彼女に女王の計画を伝えて逃がし、代わりに仕留めた豚の心臓を持ち帰り、白雪姫のものだと偽って女王に渡す。女王は白雪姫が死んだと確信して再び鏡に尋ねると、鏡からは白雪姫がまだ生きており、7人の小人の住む遠い小屋にいること、箱の中には豚の心臓が入っていると告げられる。
騙されたことに激怒した女王は、自らの手で白雪姫を殺す決意をする。地下室に降りていき、そこにある魔法薬や呪文書と大釜を使って老女に変身する薬を作って飲み、醜い老婆に変身する（薬の材料には、年老いた外見を作るためのミイラの塵、服を覆う夜の黒、声を老化させる魔女の笑い声、髪を白くする恐怖の叫び、憎しみを煽る風の突風、そしてよく混ぜるための雷鳴が使われている。なお元の姿に戻る事が出来るのかは不明）。その後リンゴに「眠りの死」を引き起こす魔法をかけて毒リンゴを作り、城を離れる。その際説明書には「この呪いで死んだ者は初恋の相手のキスで蘇生する」と書かれていたが、女王は「誰も生きてるとは思わない。小人たちが白雪姫を生き埋めにするだろう」と本気にしなかった。
女王は腹を空かせた2羽のハゲタカに後をつけられながらも小屋に来て（ハゲタカは死肉を食べることから、死を予知することができるとされる）、白雪姫が小人たちのためにパイを焼いているところに出会う。森の動物たちは老婆の異様な雰囲気とハゲタカに何か不穏なものを感じて白雪姫に警告しようとするが、女王の迫真の演技により本気にされず、仕事場にいた小人たちに女王の到来を伝える。女王は具合が悪くなったふりをして家の中に招いてもらい、白雪姫に「親切にしてくれて感心だから」とリンゴを差し出し、「これはただのリンゴじゃない、願いが叶うリンゴさ」と騙してついに食べさせ、白雪姫は死の呪いに落ちる。
「これで私が国一番だ」と高笑いする女王は家を去ろうとするが、そこに駆けつけてきた7人の小人たちに見つかり、追跡される。嵐の中女王は必死で逃げ惑うが、やがて底なしの渓谷を見下ろす崖に追い詰められる。なおも女王は迫り来る小人たちを押しつぶすために、そばにあった大きな岩を転がそうとするが、その直後に崖に雷が落ち、崖は崩落して女王は転落死する（女王の断末魔の叫び声は後に『眠れる森の美女』でマレフィセントが真実の剣で刺され死亡する場面や、『きつねと猟犬』でチーフが列車に轢かれる場面にも再利用された）。その死体は、後をつけてきたハゲタカの餌食となった。1936年のドロシー・アン・ブランクによる『グッド・ハウスキーピング』のプレリリース版小説では女王の死が明言され、「深い渓谷の底、邪悪な魂と同じくらい暗い場所に、憎むべき女王の体が横たわっていた。彼女を再び生き返らせる魔法は存在しなかった」と記述されている。

### コンセプト、デザイン、描写
ウォルト・ディズニーは、グリム兄弟の物語で白雪姫の実母であった女王を、継母に変更した。映画の初期のコンセプトでは、「太った、気の狂った、漫画風の、自己満足した」女王が想定されていた。しかし、ディズニーはそのようなアプローチではキャラクターが現実味を失うと懸念した。女王の発展には時間が必要だと感じたディズニーは、白雪姫、小人たち、そして彼らの鳥や動物の友達だけが登場するシーンに専念するようアドバイスした。ディズニー自身がメインプロットをさらに発展させ（オリー・ジョンストンは、映画のストーリーは女王のキャラクターが「別の絵」を殺すというアイデアに基づいていると言い、ディズニーはそれを信じさせるようにしました）、女王をレディ・マクベスとビッグ・バッド・ウルフの混合として考え、「高い襟の威厳ある美しいタイプ」で「美しさが不吉で、成熟していて、曲線が豊かで、陰謀を企むと醜くて威圧的になる」と決めた。ディズニーヴィランズ・セットのカードによれば、「魔女の醜さは、女王の美しさに隠された悪を象徴している」との記載がある。
女王は1930年代のファム・ファタールと中世の魔法使いの悪女の両方のように見えるように作られた。彼女の外見は、1935年の映画『洞窟の女王』でヘレン・ガハンが演じた「時を超えた氷の女神」キャラクターのアイーシャ女王に触発された。元々グリムヒルデと名付けられる予定だったが（映画では名前は出てこない）、彼女は1924年の映画『ニーベルンゲン』のクリームヒルド王女にも一部モデル化された。彼女の顔はジョーン・クロフォードや他の現代のアメリカの女優、例えばゲイル・ソンダガードに触発されたかもしれない。また、ヨーロッパからのハリウッドスターであるグレタ・ガルボやマレーネ・ディートリヒにも似ていると言われている。彼女の衣装と姿は、エッケハルト2世の妻であり、中世ドイツで最も美しい女性と広く見なされていたナウムブルク大聖堂のウタ・フォン・バレンシュテットの柱像に触発されたかもしれない。女王と白雪姫の両方は、グリム・ナットウィックとノーム・ファーガソンによって洗練され、彼らはしばしばウォルト・ディズニーの指示を上書きしていた。映画の他のキャラクターと同様に、女王の外見はアルバート・ハーターの承認を受ける必要があった。ある準最終版の女王では、彼女はより緩いフードをかぶり、異なる王冠を着用し、マントの縁は毛皮でトリミングされていた。
当時のディズニーの人間キャラクターのアニメーションの多くとは異なり、アート・バビットのキャラクターの主要アニメーション作業にはロトスコープは使われなかった。アニメーターたちは、白雪姫よりも女王を描く方が「より現実的で複雑な女性であり、よりエロティックで、魔法の鏡によって絶望的な行為に駆り立てられている」ため、好んで描いていた。しかし、女王のキャラクターは特にアニメーターにとって問題となり、「威厳ある美しさを持ち、優雅な動きを制限された」姿を持たなければならず、「彼女の美しい残酷な口と目だけの実験でも紙の家を満たすほどの描画が必要」だった。特に変身シーンは、女王が変身する感覚を見せることにこだわったディズニーにとって、最も難しいシーンだった。

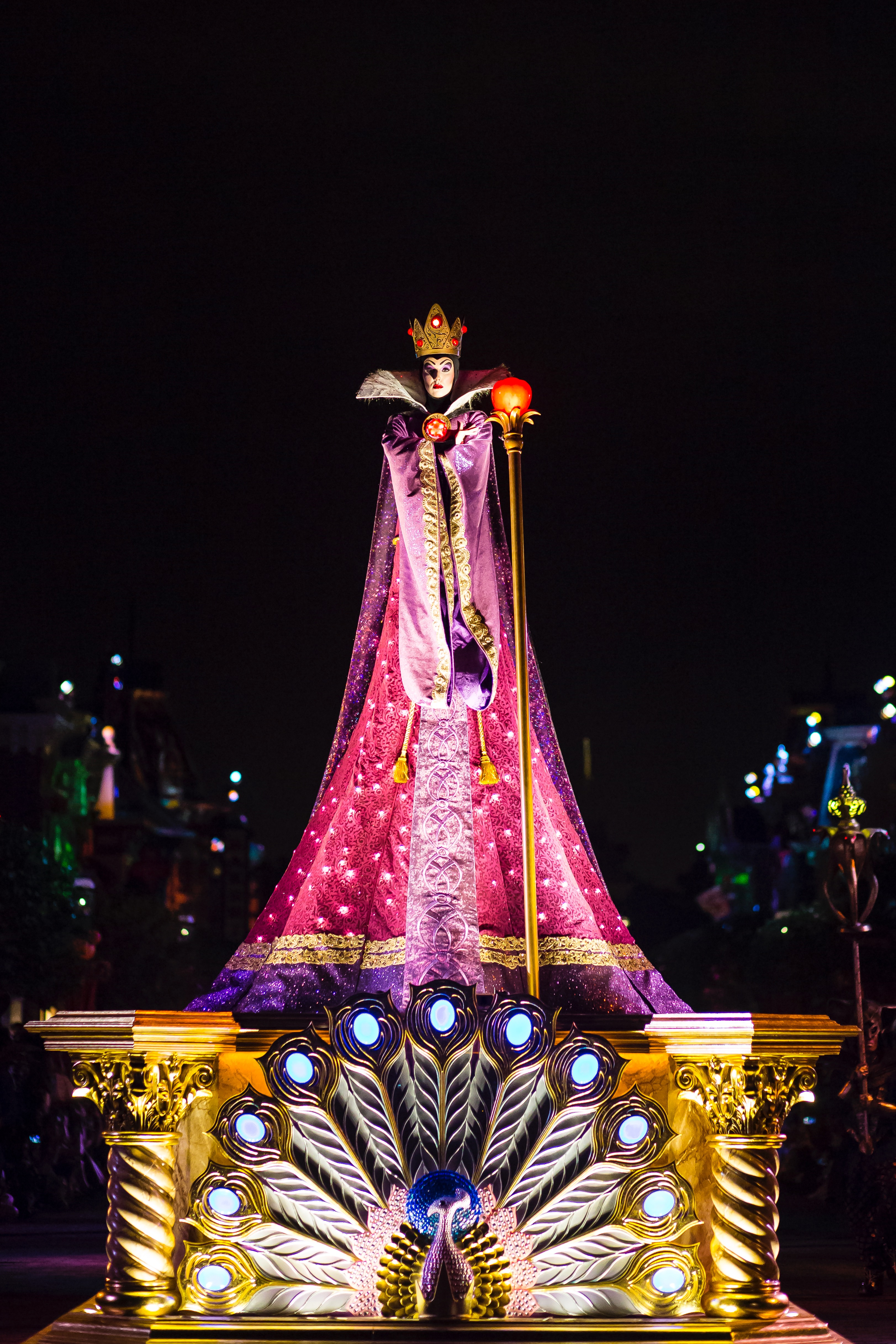
2016年に初披露された香港ディズニーランドのパレード「ヴィランズ・ナイト・アウト!」での女王

彼女の城は、コーネット・ウッドのコンセプトアートでは元々異なっており、豪華さも少なかったが、スペインのセゴビアのアルカサルから触発されたかもしれない。ウォルト・ディズニーは、女王の城を「家庭の支配と帝国の権力の象徴」として使用し、彼女が使用する玉座には彼女の極端な虚栄心を象徴する孔雀のモチーフがあった。明るくカラフルな白雪姫の衣装とは対照的に、女王は主に黒や他の「ネガティブな」暗い色が施された。彼女の王家の衣装は特別に開発された塗料で塗られ、襟にはサテンのように、ローブにはベルベットのように見えるようにした。女王の音楽トラックは低音のチェロ、ベース、ファゴットで作成され、呪文書の書き込みはイタリア語で書かれていた。鏡の中の神秘的な存在は、プレスブックでは彼女の使い魔の悪魔と記述されているが、映画やその適応作には明示されていない。
女王はアニメーション映画で最初に話すキャラクターとして注目された。ルシル・ラ・ヴァーンは女王とその老女の両方の声を担当し、後者は義歯を外して行った。魔女のデザインに貢献したジョー・グラントは、女王と魔女を声に出して演じる際のラ・ヴァーンの態度や姿勢の変化に気付き、これらのポーズやボディーランゲージをアニメーションの参考にスケッチした。彼はまた、魔女のコンセプトアートを彼の向かいの家に住む女性を基にしたと言った。キャラクターの外国語吹き替え声優には、チリのクリスティーナ・モント、クロアチアのミレラ・ブレカロ、チェコスロバキアのジリナ・ペトロヴィツカ、デンマークのクララ・ポントピダン、キルステン・ロルフェス、リーセ・リングヘイム、フィンランドのラウニ・ルオマ、セラ・セラ、フランスのアドリエンヌ・ダンブリクール、クロード・ジェンサック、ドイツのドラ・ゲルソン、ダグニー・サーヴァイス（ゲルソンはオランダでも）、ハンガリーのイルス・ヴァイ、アイスランドのステイヌン・オリーナ・ソルステインスドッティル、インドのアブハ・パルマー、イタリアのティナ・ラッタンツィ、ディナ・ロマーノ、ベニータ・マルティーニ、ワンダ・テットーニ、日本の北林谷栄、メキシコのブランカ・デ・カステホン、クリスティーナ・モント、ノルウェーのアストリッド・フォルスタード、バブ・クリステンセン、ポーランドのダヌタ・ステンカ、ロシアのスヴェトラーナ・スミルノワ、ジナイダ・シャルコ、スウェーデンのヘレナ・ブロディン、ヒョルディス・ペッターソン、リル・テルセリウスなどがいる。
女王はディズニー映画で最初に死を迎えるキャラクターでもある。元の物語のより残虐な側面を排除し、白雪姫を「良い子」に見せるために、女王はもはや人食いではなく、その破壊は元の物語よりも「確実だがより慈悲深く」された。元の物語では、彼女は白雪姫の結婚式で招待客として赤熱した鉄の靴で踊らされて死に至る。白雪姫の役割は削除され、女王は「よりきれいに、より早く」死に、拷問や殺害を避けて正義が実行される。彼女は岩を押し下げようとする間に自らの破滅を招き、その運命は示唆されるだけで描写されない。魔女のアニメーターの一人であったウォード・キンボールは、ディズニーが彼に2羽のハゲタカを描かせることで「少し楽に」させたと述べており、ディズニーが追加の小人たちのギャグシーンが映画の「本当のドラマ」から逸れると考えたため、彼のシーケンスが映画からカットされた後に再割り当てされた。1936年の映画のプレスブックは、女王が彼女の暗黒の力と引き換えに悪霊に魂を売り渡した際の呪文に触発されたと会社が空想的に主張しており（「もし私が今誓いを守らなければならないならば、私の体をハゲタカ、狼、熊が食べて引き裂き、私の苦しみとうめきをあざ笑い、赤い肉を骨から引き裂き、暗い松の枝が揺れる場所で、この荒野が私の墓となるように！」と訳される）、その全シーンは1931年の映画『フランケンシュタイン』のリンチモブの結末にも触発された可能性がある。

### 放棄されたコンセプト
物語の元々の構想では、グリム兄弟の物語の要素を取り入れ、毒の櫛を使って女王が白雪姫を殺そうとする別の試みが描かれていた（小人たちは間に合ってそれを取り除く予定だった）。女王は元々、秘密の部屋の入口を守る7匹の黒豹を持つ予定であり、ペットの黒豹と歩く女王のコンセプトアートは、ウォルト・ディズニー・ファミリー博物館やディズニー・カリフォルニア・アドベンチャーで見ることができる。関連書籍『Snow White: Magic Mirror Book』や『The Complete Story of Walt Disney's Snow White and the Seven Dwarfs』によれば、猟師は白雪姫を殺す命令に逆らうことを恐れていたのは、女王が彼を豹に食べさせるか、魔法で「クルミの大きさ」に縮めてしまうかもしれないからだ。1937年の小説化の一つでは、女王は継娘を逃がした猟師に高額の代償を払わせると誓うが、まずは自分で白雪姫を片付けることにする。別のバージョンでは、女王が裏切られたことを知ると、猟師も地下牢に引きずり込まれ、女王は怒って自分の鏡を割るかもしれない。
嫉妬深い女王はまた、18歳の白雪姫の若い求婚者である王子（プレスキットで「すべての女性の夢の男」と描写されている）を自分のものにしようと決意し、彼と結婚して王座を共有する機会を提供する。王子が結婚を拒むと、女王は彼を捕らえさせ、地下牢に連行させ、拷問室で鎖に吊るす。後に女王はそこを訪れ、魔法を使って地下牢の骸骨（これも鎖に繋がれている）を生き返らせ、踊らせながら彼を嘲弄し、「オズワルド王子」（これはオズワルド・ザ・ラッキー・ラビットへの内輪ネタの名前）と名乗る骸骨を指摘するが、王子は再び彼女に立ち向かう。彼女は次に彼を拷問者、「ヌビア人」と呼ばれる者たちに引き渡し、「汚れた笑い声」を上げて退出する。1934年10月の制作ストーリーミーティングのメモによると、「女王は王子と結婚したいが、彼は白雪姫を見たために『国で一番美しいのは自分だ』と認めない」とされている。地下牢での出会いについてのストーリーノートには「これは踊る骸骨、幻想的な影、魔法と悪事の不気味なコメディのシークエンスである」と記されている。後に自分を変身させた後、彼女は王子を蔑んだ罰として罰することを決意する。彼女は王子に、白雪姫を生き埋めにする計画を伝え、地下の部屋に鎖で繋がれたまま、ゆっくりと溺れるように水が満ちていく中で死ぬように置き去りにする。彼女は毒リンゴを持って小人たちの小屋へ向かい、一方で鳥や森の動物たちが王子を助けて女王の手下から逃れさせ、白雪姫を救おうとする計画が進行する。
上述のダンジョンにいる王子のプロットは最終的な映画では使用されなかったが、描画とセルの段階まで進められ、地下牢のシーンのいくつかのインスピレーションスケッチはフェルディナンド・ホヴァースによって描かれた。ディズニーは「女王が怖すぎずに怖く見える必要がある」と理解していたと言われている。いくつかの骸骨は完成した映画の他の部分で短く登場し、オーストラリアの検閲されたオリジナル劇場版を除く。類似のモチーフとシーンは後に『眠れる森の美女』や『アラジン』でも使用された。このサブプロットの要素は、他のディズニーの白雪姫のフィクションやアトラクションにも取り入れられた。

## その他の出演

### ディズニー・テーマパークのアトラクション
女王はディズニーランドのアトラクション「白雪姫の恐ろしい冒険（Snow White's Scary Adventures）」（1955年に初オープン）で主要キャラクターとして登場し、4つのバージョンすべてにおいて他のどのキャラクターよりも多く見られ、映画のシーンをいくつか再現している。時には放棄されたコンセプトの拷問室も含まれ、「過去の犠牲者の骸骨がいくつか」登場する。新しいシーンの1つでは、彼女は鏡の前で立ちながら（訪問者に背を向けて）老婆に変身し、「鏡よ鏡、これで全員を騙せるわ!」と唱える。2021年にアトラクションが「白雪姫の願い」に再設計された際、ゲストが白雪姫の物語に集中できるように彼女の登場は減らされた。また、2014年にオープンしたジェットコースター「七人のこびとのマイントレイン」では老婆の姿で登場する。

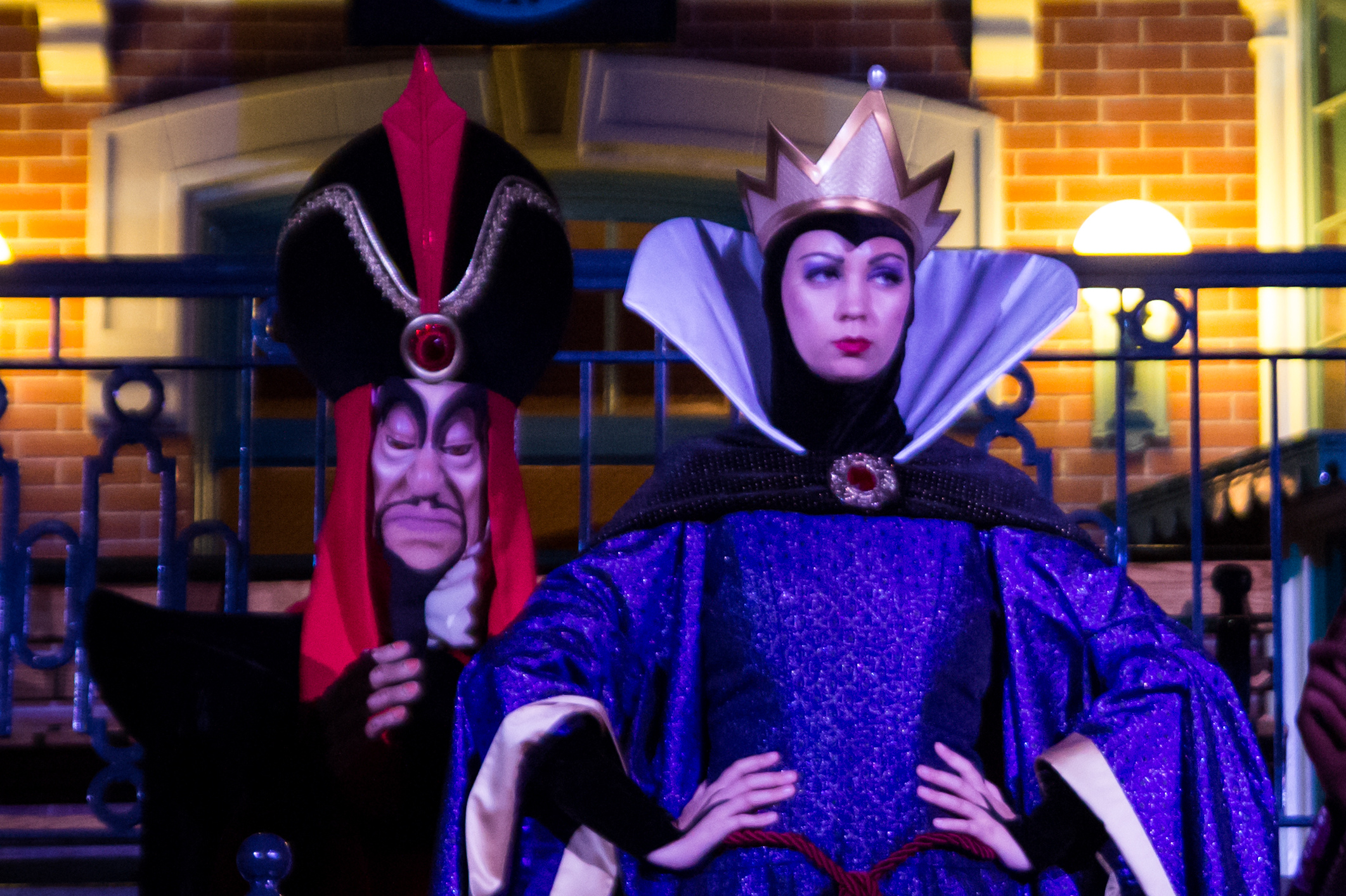
ミッキーのノット・ソー・スケアリー・ハロウィーン・パーティーで、『アラジン』のヴィランであるジャファーと一緒に登場した女王（2012年）

「ディズニー・ヴィランズ・ミックス・アンド・ミングル」やマジック・キングダムのショー「ミッキーのブー・トゥ・ユー・ハロウィン・パレード」では、女王はシンデレラ城の前庭ステージでマレフィセントに率いられたヴィランズの1人として登場する。2001年の「シェア・ア・ドリーム・カム・トゥルー・パレード」ではスザンヌ・ブレイクスリーが女王の声を担当し、彼女が老婆に変身する様子が見られた。女王は、毎年の「メインストリート・エレクトリカルパレード」の前夜に行われる特別な前夜祭「イッツ・グッド・トゥ・ビー・バッド」に含まれるヴィランズの1人だ。あるイベントでは巨大なインタラクティブ・ミラーが登場し、女王と他の2人の「悪のディーバ」、マレフィセントとクルエラが含まれていた。彼女はまた、2014年にディズニー・ハリウッド・スタジオで導入された別チケット制のイベント「ヴィランズ・アンリーシュド」でも目立って登場した。
インタラクティブ・ギャラリー「ウォルト・ディズニー：ワン・マンズ・ドリーム」では、女王はマレフィセントとフロローと一緒にヴィランズの演目に登場し、彼女がトリオのリーダーのように見えた。クルーズ船「ディズニー・ファンタジー」では、女王はカラスと共に登場し、インタラクティブ・ギャラリー「ミッドシップ・ディテクティブ・エージェンシー」のストーリー「盗まれた絵画の事件」の7人の容疑者（時には犯人）の1人として登場した。

### 映画とテレビ
女王は、ディズニーのテレビ特番『Our Unsung Villains』（1956年）や『Disney's Greatest Villains』（1977年）に登場している。女王の登場シーンの一部は『A Disney Halloween』（1981年）や『Disney's Halloween Treat』（1982年）でも紹介されている。アニメシリーズ『ハウス・オブ・マウス』ではスザンヌ・ブレイクスリーが声を担当し、彼女は女王の姿でトレメイン夫人と一緒に座っているシーンや、魔女の姿でマダム・ミムやウィッチ・ヘイゼルと一緒に座っているシーンで小さなカメオ出演をしている。また、映画『ロジャー・ラビット』（1988年）や『ミッキーのアルバイトは危機一髪』（1995年）でも老婆の姿で短いカメオ出演をしている。
1987年の実写テレビ特番『Disney's Golden Anniversary of Snow White』では、ジェーン・カーティンがパロディ的なシナリオで女王を演じた。彼女はおこりんぼに呪いをかけ、他の小人たちを説得して引退させ、50年後にオリジナル映画を破壊させようと試みる。これが失敗すると、彼女の鏡はついに「この呪いの仕事をやめて」現在のテレビホラーホストとしてのキャリアに集中するように説得する。
女王（声：スザンヌ・ブレイクスリー）は、2005年のビデオ用アニメ映画『ディズニー・ヴィランズ／悪者コレクション決定版』でメインのヴィランとして登場するが、誤解を招くカバーアートにもかかわらず、老婆のバージョンでのみ登場する（さらに、彼女の影だけが表示される）。この映画では、女王はハロウィンを征服しようと計画し、彼女の計画を助けるいくつかのヴィランを示すように彼女の大釜に依頼する。大釜はまた、自分の起源を説明し、それが『コルドロン』の3人の魔女がかつて所有していた大釜の一つであることを明かす。最終的に、大釜は女王に反逆し、彼女を無に帰す。
2007年のファンタジー映画『魔法にかけられて』では、スーザン・サランドンが演じるナリッサ女王のキャラクターが、白雪姫の女王と『眠れる森の美女』のマレフィセントの特徴、力、外見に触発されている。ハンク・タッカーの絵コンテは、ナリッサが映画のアニメーションのオープニングの初期バージョンで邪悪な女王として登場する様子を示している。ディズニー・トゥーンズの白雪姫の前日譚映画『七人の小人たち』のためのマイク・ディサとエヴァン・スピリオトポウロスの放棄された企画では、ナルシッサという同様に名前の美しい少女が登場し、小人たちを助けて邪悪な魔法使いと戦い、その魔法使いが最終的には彼女の父親であることが明かされ、彼女が裏切り、彼を鏡の中に閉じ込めるというものである。ナルシッサは古代の小人たちの魔法の秘密を盗み、白雪姫の父親と結婚し、そして彼を殺し、魔法の鏡に永遠に魂を閉じ込められた奴隷として、邪悪な女王としての支配を始める。したがって、小人たちは女王の復讐から家族を守るために隠れて生きる必要がある。 『七人の小人たち』の3つのアニメーション続編は、「白雪姫の死後、タイトルキャラクターが家族や友人の元に帰ること」を描く予定だった。
2015年のディズニー・チャンネルオリジナル映画『ディセンダント』では、老いた邪悪な女王（キャシー・ナジミーが演じる）が他のヴィランズと共に禁断の島「ロスト」に投獄され、彼女の娘エヴィー（ソフィア・カーソンが演じる）は、象徴的なディズニーのヒーローたちの子供たちと共に学校に通うために王国に戻ることを許される（エヴィーの父親は不明）。女王はオラドンを乗っ取ろうとするマレフィセント、ジャファー、クルエラ・ド・ヴィルと共に行動しているようだ。そのタイトル画像には、女王の象徴的な赤いリンゴがティーザー予告編でも強調されている。カーソンは2017年の『ディセンダント2』と2019年の『ディセンダント3』でもエヴィー役で再登場した。
アニメシリーズ『ミッキーマウスのワンダフルワールド』では、女王は老婆の姿（声：トレス・マクニール）で登場し、「魔女の願い（Once Upon an Apple）」のパロディエピソードでミッキーマウスと対決する。鏡が彼に最も美しいと告げた後、ミッキーが彼女を白雪姫として装い、王子を見つける旅に送り出すエンディングで終わる。女王の王冠（白雪姫によって博物館に置かれた）は、アニメシリーズ『ちいさなプリンセス ソフィア』の重要なアイテムの1つである。
2016年の開発中であるジャスティン・メルツとエヴァン・ドハティの脚本による実写スピンオフ『ローズ・レッド』では、白雪姫の妹ローズ・レッドが「おこりんぼと他の小人たちと共に女王を探しに行き、彼女の呪いを解く旅に出る」予定。もう1つの製作中の女王関連プロジェクトは、マイケル・セイツマンのテレビシリーズ『Book of Enchantment』で、ディズニーの幹部によって「暗すぎる」と判断されてキャンセルされた。

### 劇場ショー
映画と同様に、女王のキャラクターは1979年のミュージカル版『白雪姫と七人の小人』でアン・フランシーンが演じた。1986年から1987年、1994年から1997年、そして2000年から2001年にかけてのディズニー・オン・アイスでの映画の再現では、ルイーズ・チャミスが声を担当し、1986年から1987年にはメラニー・スコットを皮切りに、エレナ・コテネワや1995年に代役を務めたダビーナ・リー・グディングなどのスケーターが演じた。フランシーンは1980年の舞台劇およびテレビ番組『スノーホワイト・ライブ』でも彼女を演じ、チャミスは2004年と2006年にディズニーランドの『Snow White – An Enchanting Musical』で声を担当した。さらに、女王はディズニー・ライブの『Three Classic Fairy Tales』の映画に基づくセクションにも登場した。

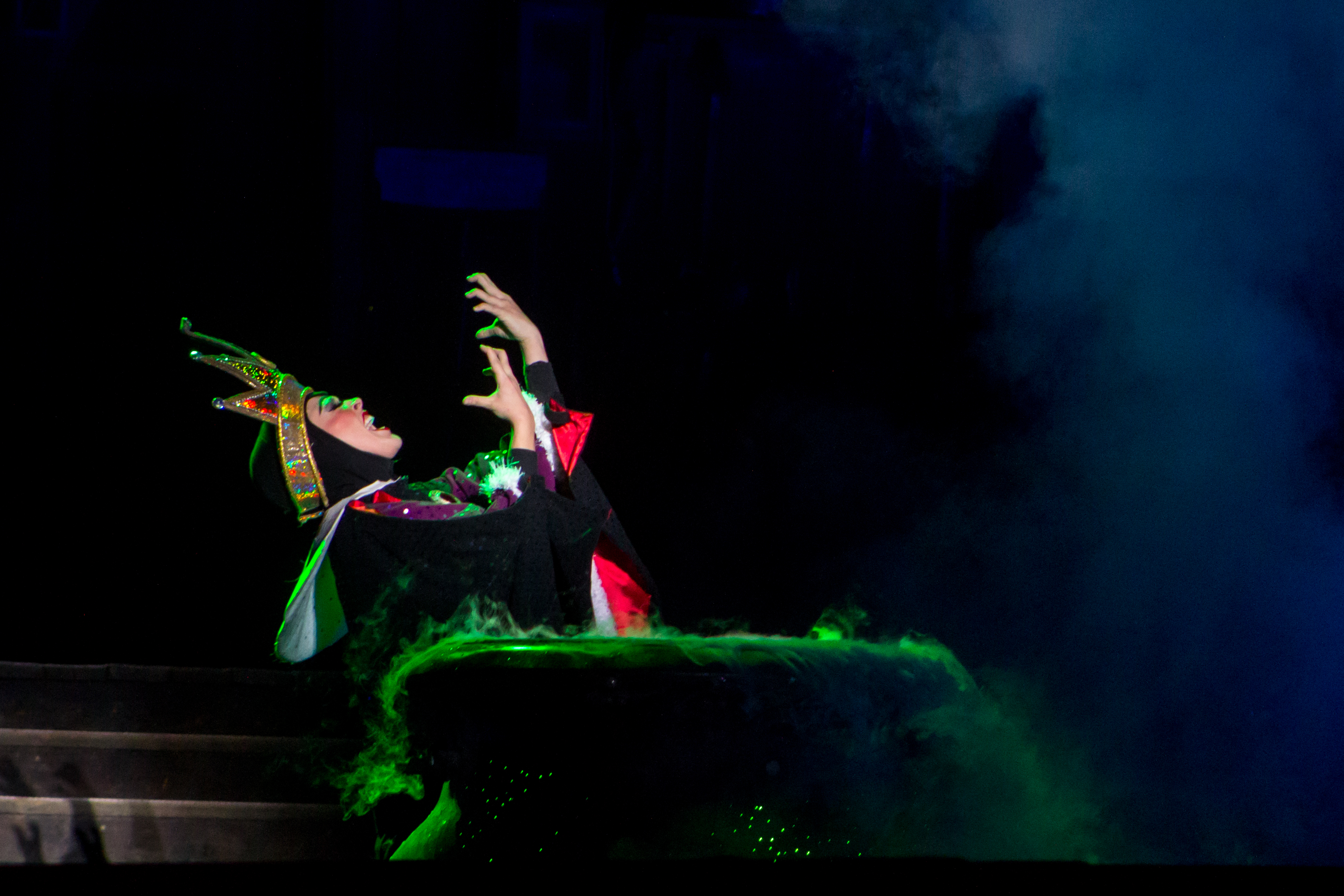
『ファンタズミック!』で魔法の大鍋を持つ女王（2013年）

1992年に初演されたナイトタイム・ショー『ファンタズミック!』では、ルイーズ・チャミスが声を担当し、女王はメインのヴィランであり、全ディズニー・ヴィランズのリーダーとして登場する。彼女は第2幕で紹介され、魔法の鏡（トニー・ジェイが声を担当）が彼女に、今や白雪姫、アリエル、ベルの3人のプリンセスが彼女よりも美しいと告げる。激怒した女王は自らを老婆に変身させ、鏡と大釜を使って「すべての悪の力」を召喚し、様々なディズニーのヴィランズを呼び寄せる。その中にはドラゴンに変身するマレフィセントも含まれる（東京ディズニーシー版では、彼女はミッキーを鏡の中に閉じ込める）。ショーのクライマックスでは、ミッキーは魔法の剣でドラゴンを倒し、すべてのヴィランズを撃退する。魔女は最後に死に、元の女王の姿に戻ってから消滅する。
2010年に初演されたディズニー・ドリームのショー『ヴィランズ・トゥナイト!』では、ハデスが自らの悪を取り戻すためにディズニーの最強のヴィランズを呼び出す。魔女の姿から変身する女王は、ハデスが彼女のライバルであるマレフィセントをも招待したため、その招待を拒否する。女王はハデスのガールフレンドではなく、ただ「キャスタウェイ・ケイで興味深い週末を過ごしただけだ」と主張する。最終的に、女王とマレフィセントはヴィランズ同士が団結すべきだとして和解し、ハデスに対して、他人からではなく自分自身の中に悪を見つけるよう助言する。

### ゲーム
女王は、多くのゲームに登場しているが、通常はプレイヤーにとって単なる障害物として描かれている。しかし、ディズニーキンズ・フランチャイズの「Snow White and the Seven Dwarfs Game」や「Disney Villains Collector's Edition Monopoly」などの一部のゲームではプレイヤーキャラクターとして登場している。2019年には、女王が「ディズニーヴィランズ」の拡張セット「ウィキッド・トゥ・ザ・コア」にプレイヤーキャラクターとして追加された。ジム・ラッジの1985年の子供向けゲームブック『Snow White in the Enchanted Forest』（Choose Your Own Adventure: Walt Disney #1）では、白雪姫を救おうとする王子の名前のないティーンの従者を主人公にした別の物語が描かれている。彼は小人たちと共に隠れている白雪姫を探す女王との一連の非公式の対決に挑み、最終的に王子を眠れる白雪姫の元へ導くことを目指す。
女王は、未発売のAtari 2600用ゲーム『Snow White』のヴィランとしても登場する。2001年のゲームボーイカラー用ゲーム『Walt Disney's Snow White and the Seven Dwarfs』では、プレイヤーはまずパズルミニゲームを解いて女王が鏡に相談するのを手助けし、その後、小人たちを導いて魔女が城に戻る前に追跡する必要がある。
1990年のビデオゲーム『アイラブミッキーマウス ふしぎのお城大冒険』では、ミニーマウスから若さを吸い取った後、ミズラベルという老魔女が女王の姿を取る。2012年の『ディズニー エピックミッキー 〜パワー・オブ・イリュージョン〜』では、以前に敗北したミズラベルが復活し、女王を含む様々なディズニーヴィランズに変身し、最終的にマレフィセントに定着する。2013年のHDリメイク版『アイラブミッキーマウス ふしぎのお城大冒険』では、ミズラベルは若々しい姿で女王とマレフィセントのクロスオーバーのように見え、「世界で一番美しい」と自負する野心を持っている。
女王は、1999年のビデオゲーム『ディズニーヴィランズ・リベンジ』に登場する4人のディズニーヴィランズの1人で、ルイーズ・チャミスが声を担当している。ジミニー・クリケットとプレイヤーは物語の世界を旅して幸せな結末を取り戻す。ゲームの最後の物語では、女王が森の中に毒リンゴのような隠れ家を持ち、小人たちを永遠の眠りにつかせるつもりであることが示される。プレイヤーは複数のポーションを正しく混ぜ合わせ、真実の愛のポーションを作って魔法で王子を召喚し、キスで白雪姫を救う。その後、プレイヤーは女王と戦い、彼女の魔法のボールの呪文を反射させ、彼女を隠れ家に追い返す。そこでは、女王が鏡に質問している間に突然老婆に変身し、自分の姿に驚いて死に、鏡が割れる。
2010年のビデオゲーム『キングダム ハーツ バース バイ スリープ』では、女王（日本語版は里見京子、英語版はスザンヌ・ブレイクスリーが声を担当）が小人の森の世界に登場する。彼女は主人公のテラに白雪姫を殺して心臓を持ってくるよう依頼し、その代わりに魔法の鏡を使ってマスター・ゼアノートの居場所を探させる。テラは最終的にこれを実行せず、女王は彼の裏切りを知り、鏡に命じて彼を飲み込ませるが、テラは鏡と戦って情報を得る。彼女はその後、白雪姫に毒リンゴを渡すための途中でヴェントゥスと出会い、彼にリンゴを渡す。彼女はヴェントゥスのキーブレードに気付き、テラが似たような武器で彼女を脅したことを思い出す。その後、彼女はアクアのストーリーラインで短く言及され、魔法の鏡がアクアに女王が死んだことを告げ、もはや彼女の支配下にないことを示す。
2013年の無料モバイルゲーム『Seven Dwarfs: The Queen's Return』では、映画のクライマックスで落下した女王が底に湖があったため生き延びたとされている。彼女は若返り、復讐を求めて白雪姫と小人たち、そして彼らの森全体に悪の呪いをかける。ゲームのアップデートでは、プレイヤーが「女王と出会い、打ち負かす」ことができるとされ、小人たちが魔法の森から女王を追い払う手助けをするためのクエストが追加される予定だったが、2014年にゲームが終了したため、この計画は未解決のままとなった。
2014年の「ディズニー インフィニティ」の週替わりチャレンジ「ミラー・ミラー」では、白雪姫が女王と毒リンゴを巡って競争する障害物コースが登場した。PlayStation 3とXbox 360のゲームコンソール用に、女王をテーマにしたアバターコスチュームがダウンロード可能となった。ディズニーランド・リゾートのFacebookページにあるウェブカム・ブラウザゲーム『Become Your Inner Villain』では、プレイヤーが女王を含む4人のヴィランズの1人に変身することができる。彼女のダンジョンと実験室（鏡付き）は、オンラインゲーム『Aaah-Choo』に登場する。女王はモバイルゲーム『ディズニー ツイステッドワンダーランド』の中で「七大魔法使い」の1人として言及され、彼女を称える寮「ポムフィオーレ」がナイトレイブンカレッジにある。
2017年には、ビデオゲーム『ディズニー マジックキングダムズ』で期間限定のプレイヤーキャラクターとして女王が登場した。2022年のビデオゲーム『Disney ミラー・ウォリアーズ』では、権力を求める目的でヴィランズと戦う別バージョンの女王がプレイヤーキャラクターとして登場する。

### 書籍
1949年に発売されたオーディオブックでは、女王（エレノア・オードリーが声を担当）は黄色いドレスと赤いマントを着ている。彼女は猟師に白雪姫を森に連れて行き、そこで死なせるように命じる。物語の最後では、小人たちに追い詰められた後、山を登る途中で滑って海に落ちて死ぬ。映画の女王の物語は、2018年に発売されたストーリーブック『Disney Villains: The Evil Queen』の題材にもなっている。
トッド・ストラッサーの1993年の『Disney's the Villains Collection/Stories from the Films』の1章は、白雪姫と女王に捧げられている。また、彼女はディズニープリンセス・シリーズの絵本『My Side of the Story』の1冊『Snow White/The Queen』（2004年）でも取り上げられ、誤解されたポジティブなキャラクターとして描かれている。
ディズニープレスから2009年に出版されたセリーナ・ヴァレンティノの小説『ディズニー みんなが知らない白雪姫 なぜ女王は魔女になったのか（Fairest of All: A Tale of the Wicked Queen）』は、他のディズニー作品よりも女王に対して非常に同情的な物語を描いている。この本では、どのようにして女王が映画のヴィランになったのかが、『バットマン: キリングジョーク』のようなスタイルで描かれている。ここでは、魔法の鏡が彼女の虐待的な父親の霊によって汚染されていたことが示されている。本によると、彼女の母親は魔女であり、王は映画の出来事の前に別の王国との戦争で死亡している。夫の死後、女王は徐々に狂気に陥る。終わりでは、白雪姫が鏡を手に入れ、女王は映画の死後に鏡の中の霊となる。
女王は『The Kingdom Keepers』小説シリーズのヴィランであるオーバーテイカーズの一員となる。彼女は2011年にサガの第4巻『Power Play』でクルエラ・ド・ヴィルと共に紹介された。マレフィセントのように非常に強力で、指を一振りするだけでほとんどの呪文をかけることができ、また自分や他のキャラクターを変身させることもできる。『Power Play』では、マレフィセントとチェルナボーグがキーパーズに捕らえられた際、女王がオーバーテイカーズの新しいリーダーになる。
メリッサ・デ・ラ・クルーズは『ディセンダント』の前日譚小説『Isle of the Lost』を書いた。その本では、女王がかつてマレフィセントを島の支配者として倒そうとしたことが明らかにされている。

### コミック
1937年 - 1938年に公開された映画に関連する連載コミック『Snow White and the Seven Dwarfs』（メリル・デ・マリスが執筆）は、主に白雪姫と女王の関係を中心に描かれている。この作品は、女王が殺人の嫉妬に陥った経緯をさらに探り、王子が世界で最も美しい女性を求めて城にやって来たとき、彼が白雪姫を指していると知ってショックを受ける様子を描いている。映画の放棄されたコンセプトのように、このコミックでは、女王（ここでは実際にグリムヒルデと名付けられている）が王子を逮捕させる。彼女は後に魔女の姿で捕らえた王子に白雪姫を始末し、彼を自分のものにするつもりだと言い放つが、王子は彼女を「哀れな老婆」と呼んで反抗する。このシーンの後、彼は映画の溺れるというコンセプトよりもはるかに劇的でない状況で監獄から脱出する。この映画は1969年、1973年、1983年、1991年にも他のコミックとして再び適応された。
映画の世界を準正典的に設定した続編コミックがいくつかある。1939年のイタリアンコミック『Snow White and the Wizard Basilisk（Biancaneve e il mago Basilisco）』には、女王の城を後に住むことになる悪名高い魔法使いが登場し、白雪姫と王子の息子を害しようとするが、最終的には城が破壊されたときに彼もまた死亡する。その中では、以前のコミックで女王の牢獄に捕らわれた王子の話が引用されている。1942年のもう一つの初期の続編コミック『Pamuk Prenses ile Sevimli Prens』は、魔女が再び戻ってきて王子に呪いをかける、白雪姫と王子のさらなる冒険を描いている。1944年のアメリカの続編では、死んだ女王の城を彼女の兄弟である邪悪な王子が引き継ぐ。
後のコミックでは、女王が魔女の姿で登場し、しばしば白雪姫（『The Seven Dwarfs and Thumper』『No Ritmo Da Bruxa』『A Maçã Superenfeitiçada』『Kerstverhaal』）や小人たち（『The Enchanted Mountain』『Halloween』）を排除しようと試みる。ジャック・ブラッドベリーの1958年のスタンドアロンコミック『Mystery of the Missing Magic』や『A New Adventure of Snow White and the Seven Dwarfs』などの物語も含む。『The Seven Dwarfs and the Witch-Queen』では、魔女が小人たちをすべて縮小させるが、おとぼけが兄弟たちを救う。『A Pirate's Tale』（別名『The Pirate』）では、貪欲な老魔女が宝物を盗む計画で自分自身をネズミに変え、小人たちをチーズに変えて食べようとするが、おとぼけが猫で彼女を倒す。
通常、魔女の姿（および別名）で、他のディズニーキャラクターと関わることが多く（通常は敵対的に、時には協力することもある）、多くのキャラクターのコミックに登場している。デイジーダックの姪たち、アプリル、メイ、ジューン、ビーグルボーイズ、ブレア・ラビット、チップとデール、ドナルドダックとミッキーマウス、グーフィー、ヒューイ・デューイ・ルーイ、ジミニー・クリケット、ホセ・キャリオカ、ミッキーとミニーマウス、リル・バッドウルフ、ティンカー・ベル、三匹の子ぶた、そして『王様の剣』のマダム・ミム、『ドナルドの魔法使い』のウィッチ・ヘイゼル、ブラジルのコミックでは特にマジカ デ スペルなどが含まれる。彼女はまた、1970年代から1980年代のコミックシリーズ『The Big Bad Wolf & The Wicked Witch』に登場し、「Mirror Mirror」「Witch Switch」「The Apple Caper」「The High-Hopping Wolf」「Double Trouble」「Getting the Boot」などのエピソードがある。
いくつかのコミックでは、女王が他のディズニーキャラクターを誘拐し、奴隷にするか何かと交換しようとする話が描かれている。例としては、白雪姫（「Diamond Dust Dilemma」「The Weather Witch」）の他に、チップとデール（「Witch Convention」）、ティンカー・ベル（「Pixie Dust Dilemma」「The Big Bust-out」）、『ダンボ』のキャラクター（「Dumbo」「The Chips Are Flying」「A Witch in Time」）などが含まれます。彼女は「Dumbo l'échappe belle」でダンボを捕らえるが、ミッキーとブレア・ベアによって倒され、小人たちによって投獄される。「The Gingerbread House」では、魔女が西の悪い魔女の子供であるウィッチ・チャイルドとウォーロックを捕らえ、マジカ・デ・スペルが世話を任されている。また、キャラクターを金に変えようとする試みも繰り返され、ピノキオ（「The Magic Brew」）やすべての森の動物（「Get Rich Witch」）がある。彼女はまた、小人たち（「Snow White and The Seven Dwarfs」「Verjongingsdrank」）や他のキャラクターから宝物を盗もうとすることもある（「Black Magic Menace」「Pursuit of Plunder」）。前日譚の「Battle of Wits and Witches」では、女王が老婆に変身して小人たちからダイヤモンドを盗もうとするが、ミッキーとグーフィーによって阻止される。彼女はまた、クリスマスを台無しにしようと何度も試みる。「The Golden Christmas Tree」では、ヒューイ・デューイ・ルーイを自分の隠れ家に誘い込み、彼らの涙を使って世界中のクリスマスツリーを破壊する魔法のポーションを作ろうとする。「Delivery Problems」では、サンタクロースのトナカイを眠らせる計画を立てる。
ウォルト・ディズニー・コミックス＆ストーリーズの『オズの魔法使い』のパロディ「The Wizard of Bahs」では、魔女がデイジーダックによって老木に変えられ、彼女の城は砂に変わる。「The Captured Castle」では、魔女がシンデレラの城を占拠し、「It's Snow Joke」では、彼女がデールのスノードラゴンを生き返らせ、「The Magic Spell」ではチップとデールが彼女の飛行粉を盗む。魔女の魔法の杖は、「Magic-Mender」ではグーフィーが手に入れ、「The Magic Wand」ではビッグ・バッド・ウルフが盗む。「The Haunted House Caper」では、魔女がドナルドダックの家を幽霊屋敷に変え、その話は「13 Blackcat Road」で続く。「O Sindicato Das Bruxas」では、ホセ・キャリオカが彼女の魔女組合と戦う。「The Washed-up Witch」では、彼女は力を失い、スクルージ・マクダックの個人秘書になるオファーを受け入れ、「The Sitter Solution」では、ミッキーが彼女をモーティとファーディのベビーシッターとして雇う。
多くの物語は、イタリアのディズニー・ダイジェスト・コミック・シリーズ、特に「Topolino」で最初に出版された。それらには、「The Seven Dwarfs and the Evil Witch」（I Sette Nani e la Strega Malvagia）、「Snow White and the Broken Mirror」（Biancaneve e lo specchio infranto）、「The Seven Dwarfs and the Spell of the Queen」（I Sette Nani e l'incantesimo della regina）、「Snow White and the Castle of Four Winds」（Biancaneve al castello dei quattro venti）、「The Seven Dwarfs and the Heroic Antieve」（I Sette Nani e l'eroica antivigilia）、「The Seven Dwarfs and the Brew of Seven Herbs」（I Sette Nani e l'infuso delle sette erbe、別名「The Seven Herbs Spell!」）、「Snow White and the Silver Rose」（Biancaneve e la rosa d'argento）、「The Seven Dwarfs and the Joker Wizard」（I Sette Nani e il mago burlone）などがある。「Snow White and the Shattered Mirror」（Biancaneve e lo specchio infranto）では、末期症状の老魔女が自分に残された時間が1日しかないことを知り、自分の運命を受け入れることを拒み、死を克服する方法を見つける。
イタリアのコミックでは、女王は若々しい姿で通常赤いローブを着ており、水晶玉を使って善良なキャラクターを見張ることがよく描かれている。「Goofy the Magician and the Seven Dwarfs」（Pippo mago e i Sette Nani）では、女王の4人のごろつきが小人たちを攻撃して宝物を盗むが、それを自分たちのものにしようと決め、グリムヒルデは魔法使いアブラカダブロの助けを借りてその逃走を止めようとする。最終的に、王子が盗賊たちを倒す。他のいくつかのコミックでは、女王が白雪姫や他のキャラクターに様々な残酷な方法で魔法をかける話が描かれている。「Donald Fracasse」（Paperin Fracassa）は冒険映画『キャプテン・フラカス』のパロディで、女王によって白雪姫が盲目にされ、ドナルドダックが彼女を癒す必要がある。「The Seven Dwarfs and Christmas in Danger」（I Sette Nani e il Natale in pericolo）では、女王が白雪姫を破壊する呪文の最後の材料として彗星の星屑を盗みに行く。別のクリスマスの物語「The Seven Dwarfs and the Christmas Spell」（Il Sette Nani e l'incantesimo di Natale）では、女王が白雪姫の赤ちゃんグラウコをクリスマスツリーに変えるが、母親の愛によって呪いが解かれる。「Grump & Crump」（Brontolo & Briciola）では、おとぼけがクリスマスのヤドリギの魔法で女王を監獄に送り込む。
多くの「Topolino」白雪姫コミックはロマーノ・スカルパの作品である。彼のコミック「The Seven Dwarfs and King Arbor's Crystal」（I Sette Nani e il cristallo di Re Arbor）は、映画での女王の死のように見える場面についての説明を提供し、枝や茂みが落下を和らげ、忠実な護衛によって救出されたことを示している。また、狩人によって城が燃やされ、彼女の魔法の書が失われたため、元の姿に戻れなかった理由も説明される。この物語では、グリムヒルデは、過去に彼女を敬愛し求婚した邪悪な王アーバーの助けを借り、魔法のクリスタルを使って自分の老いた体と白雪姫の体を交換しようと企みる。小人たちがクリスタルを破壊して陰謀を阻止し、辞職したアーバーは魔女に一緒に住むことを許し、彼女が「女王の中で最も美しい者」であったことを思い出すように努めると述べる。グリムヒルデとアーバーの不安定な関係は「The Seven Dwarfs and the Fountainhead」（I Sette nani e la fonte meravigliosa）でも続き、彼女は若さを取り戻そうと必死になるが、代わりに短時間だけ子供のような魔女の姿に変わる。
スカルパや他の作家による他のコミックでは、女王が若い体に戻り、時には他の形態を取り、さまざまな部下を指揮することもある。「The Seven Dwarfs and the Birch Ring」（I Sette Nani e l'anello di betulla by Romano Scarpa）では、女王が世界を旅して幸運を求めるために仲間を去った8番目の小人ジンジャー（Zenzero）について知り、彼を家に送り返し、兄弟間の不和を蒔くために自らを妖精ファゴッティーナと名乗る。「The Seven Dwarfs and the Wolf's Cliff」（I Sette Nani e la balza del lupo）では、彼女はブラギア、スゲンボ、シドネの3人の盗賊を送り込み、白雪姫を誘拐する。「The Seven Dwarfs and the Throne of Diamonds」（I Sette Nani e il trono di diamanti）では、ジミニー・クリケットが女王の美しさに深く魅了され、彼女を善良な者にするよう説得しようとするが、女王は改心を拒否する。代わりに、彼女は忠実な兵士たちに白雪姫のために作られた王座を盗むよう命じ、彼女のライバルを老女に変えようと企みる。最終的に、女王は他の魔女タルドナに捕らえられ、白雪姫は若さを取り戻す。
スカルパや他の作家によるいくつかの物語では、女王が復讐を遂げようとする中で様々な方法で最終的な終焉を迎え、通常はおとぼけによって彼女の計画が阻止される。スカルパの三部作「Snow White and the Green Flame」（Biancaneve e verde fiamma）では、女王は箒に乗って魔女たちの大集会に誇らしげに飛び立ち、自分が称賛されることを期待しているが、全く違った歓迎を受ける。集会の他の参加者は彼女を軽蔑し、彼女が小さな女の子と少数の小人たちを処理できなかったことが全員を辱めたと宣言し、このために地獄の法に従って罰せられるべきだと述べる。女王が高位の魔女に慈悲を乞うと、彼女は最後のチャンスと変身の力を持つ強力な魔法の杖を与えられる。しかし、今度も失敗すれば、彼女自身がより「名誉ある」魔女が飛ぶための魔法の箒に変えられると告げられる。刑罰を避けるために必死になった女王は、白雪姫の信頼を得て彼女をフィギュアに変え、小人たちを待ち伏せして同じようにするために姫の姿を取った。しかし、おとぼけは逃げ延び、彼女が王子の到着を待っている間に女王を出し抜くことに成功する。戦いの後、彼は彼女の杖を手に入れ、仲間たちを元に戻し、女王の最後の賭けを阻止する。女王自身はフィギュアに変えられ、その後高位の魔女の呪いで箒に変えられる。「Snow White and the Bewitched Dress」（Biancaneve e l'abito stregato）では、女王が自らを老いたジプシーに変装して白雪姫に呪われたドレスを渡し、彼女を捕らえて、白雪姫を助けるすべての善良な森の生き物を排除する呪文をかける準備を始める。しかし、おとぼけが彼女の城に潜入し、白雪姫を解放し、実験室を燃やして女王を閉じ込める。彼と姫が脱出すると、城が炎に包まれ、女王が閉じ込められたダンジョンが爆発する様子を見守る。「The Seven Dwarfs and the Covenant of the Queen」（I Sette Nani e il patto della regina）では、彼女がシャドウロードオレンという悪魔を召喚し、白雪姫の魂を奪うための契約を結ぶ。しかし、オレンは彼女に失敗すれば自分の命を代償に支払うことになると警告する。より大きな力と七人の悪い小人たちの助けを借りて、彼女は憎むライバルを排除しようとするが、最終的には自分自身の生命力を燃やし尽くしてしまう。そして、オレンが現れ、自分の手で自分を破壊したことを伝える。女王は最後のチャンスを乞いますが、オレンによって地獄に連れて行かれる。
そのような物語のいくつかでは、善良な妖精が女王の最期を迎えさせる。スカルパの「Snow White and the Chained Fairy」（I Sette Nani e la fata incatenata）は、グリムヒルデが雷で白雪姫を打ち倒そうとするシーンで始まり、妖精フォーンが姫を救う。女王は報復としてフォーンを危険な洞窟に閉じ込め、小人たちは妖精を救うためにそこへ向かう。彼らの任務を妨害するために、女王は様々な形態に変身し、小人たちを次々と倒そうとするが、おとぼけだけが生き残る。しかし、彼は1人で魔法の水を手に入れ、全員を生き返らせ、解放された妖精の魔法で洞窟が崩壊し、女王が再び誰かを傷つけることのないようにする。「Snow White and Easter in the Woods」（Biancaneve e la Pasqua nel bosco）では、女王が妖精に変身し、白雪姫を魔法で殺そうとするが、森の生き物たちによって阻止される。怒り狂った女王は地獄の力を呼び出し、自分を連れて行くように求め、城は炎に包まれ崩壊する。「The Seven Dwarfs and the Christmas Fairy」（I Sette Nani e la fatina di Natale）では、女王が再び白雪姫に永遠の眠りの呪いをかけることに成功するが、今回は目覚めのキスによって破られないようにしている。しかし、おとぼけを呪おうとして彼女自身が魔法の犠牲者になってしまう。タイトルのクリスマス妖精が白雪姫を目覚めさせるが、女王は眠り姫の運命に任される。
女王はまた、田中利花と小鷹ナヲによる2005年のディズニー・コミック・シリーズ『きらら☆プリンセス』のヴィランとして登場する。主人公のレイときらら・リーノが白雪姫の世界に迷い込み、姫と友達になる。彼らは魔法の鏡にエリカを見つける方法を尋ねるために女王の城に行くが、女王がまだ生きていて（さらに2羽のハゲタカや狼を指揮している）、きららの魔法のティアラを要求することを発見する。子供たちは逃げようとするが、狼に襲われ、ダンジョンに閉じ込められる。女王は魔女に変身し、きららを醜い生き物に変えようとする。白雪姫が現れ、彼らを救うために自分を犠牲にすることを承諾するが、きららは毒リンゴを食べる直前で彼女を止める。その後、レイが女王に攻撃を仕掛け、女王は大釜に落ち、ハゲタカに変身し、敗北して飛び去る。

### グッズ
女王は、様々なディズニー商品に登場してる。例えば、限定版ドールやメイクアップ製品の「デザイナー・ヴィランズ」シリーズや、「ビューティフリー・ディズニー」コレクションの化粧品の一部である「ウィキッドリー・ビューティフル」などである。その他にも、多くのドールやフィギュア、スタチュー、コスチューム、衣類、時計、鏡、マグカップ、その他の食器類、バッグ、財布、スーツケース、容器、キーホルダー、プリント、ポスター、カード、ステッカー、ピン、ボタン、マグネット、ぬいぐるみ、ホリデーオーナメント、その他の美容製品などが含まれる。1997年の『ディズニー・アドベンチャーズ』のある号では、女王がウィル・スミスを誘惑しようとしているカバーイラストが描かれた。
1985年にディズニーワールドのショッピング・ビレッジで販売された20万点のアイテムの中で、2,000ドルの手作りフィギュアが最も高価なものだった。1988年のオークションでは、女王が心臓の箱を持っている象徴的なシーンのアニメーションセルが記録的な3万ドルで売却された。1997年には、同じシーンの別のセルが21,275ドルで売却され、白雪姫にリンゴを差し出す魔女のセルは13,800ドルで落札された。1995年の早い時期のオークションでは、呪文書を読んでいる女王のセルが8,050ドルで売却された。2015年には、老婆のセルが48,000ドルでオークションにかけられた。さらに、2016年には、鏡の前に立つ女王のセルが58,000ドルで売却され、再び記録を更新した。

## 別バージョン
2012年にキャンセルされた「Order of the Seven」は、19世紀の中国を舞台にした白雪姫の物語をディズニーが実写でリメイクしたもので、女王の役はアジアの女帝になる予定だった。このプロジェクトは、「Snow White and the Seven」などの他の作業タイトルでも知られていた。

### ワンス・アポン・ア・タイム
2011年のABCの実写テレビシリーズ『ワンス・アポン・ア・タイム』の第1シーズンに登場するキャラクター、レジーナ・ミルズは、女王のほぼ完全に別の解釈である。ラナ・パリラが演じるレジーナは、メイン州ストーリーブルックの理想的な町の市長だが、実は伝説の女王であり、多くの愛されるおとぎ話のキャラクターたちに魔法のない土地で幸せな結末を迎えられないように呪いをかけている。彼女は現実の世界で生まれた10歳の少年ヘンリー・ミルズの養母であり、彼を本当に愛しているが、呪いを発見したことにより関係がぎくしゃくしている。レジーナは彼に、これは子供の妄想に過ぎないと納得させようとする。この番組はディズニーのアニメ映画に直接基づいているわけではないが、ディズニーの映画からインスピレーションを受け、多くの言及がある。エピソードの一つは「The Evil Queen」と題されている。レジーナが白雪姫を憎む理由は、童話やディズニー映画のように美しさへの嫉妬ではなく、幼少期に白雪姫が無意識にレジーナと厩舎の少年ダニエルの恋愛を明かしてしまい、それがダニエルの死につながったことへの恨みである。クラシックな描写とは異なり、レジーナは死ぬことなく、最終的には自分を赦し、シリーズの主要な主人公の1人となる。

### スノー・ホワイト
ガル・ガドットが1937年のアニメ映画を実写で再構築した新作映画『スノー・ホワイト』で女王を演じる。2022年4月に、ガドットはこの映画で歌い踊ることを明かしたが、これはオリジナルのアニメ映画では女王が行わなかったことである。翌年、ガドットは、ディズニー初のヴィランを演じることが「楽しく、美味しい経験」だったと述べ、ミュージカル映画であるため、声を変えることでよりドラマチックな役を作り上げることができたと感じていると付け加えた。

## 評価と遺産

### 批評家の評価と人気

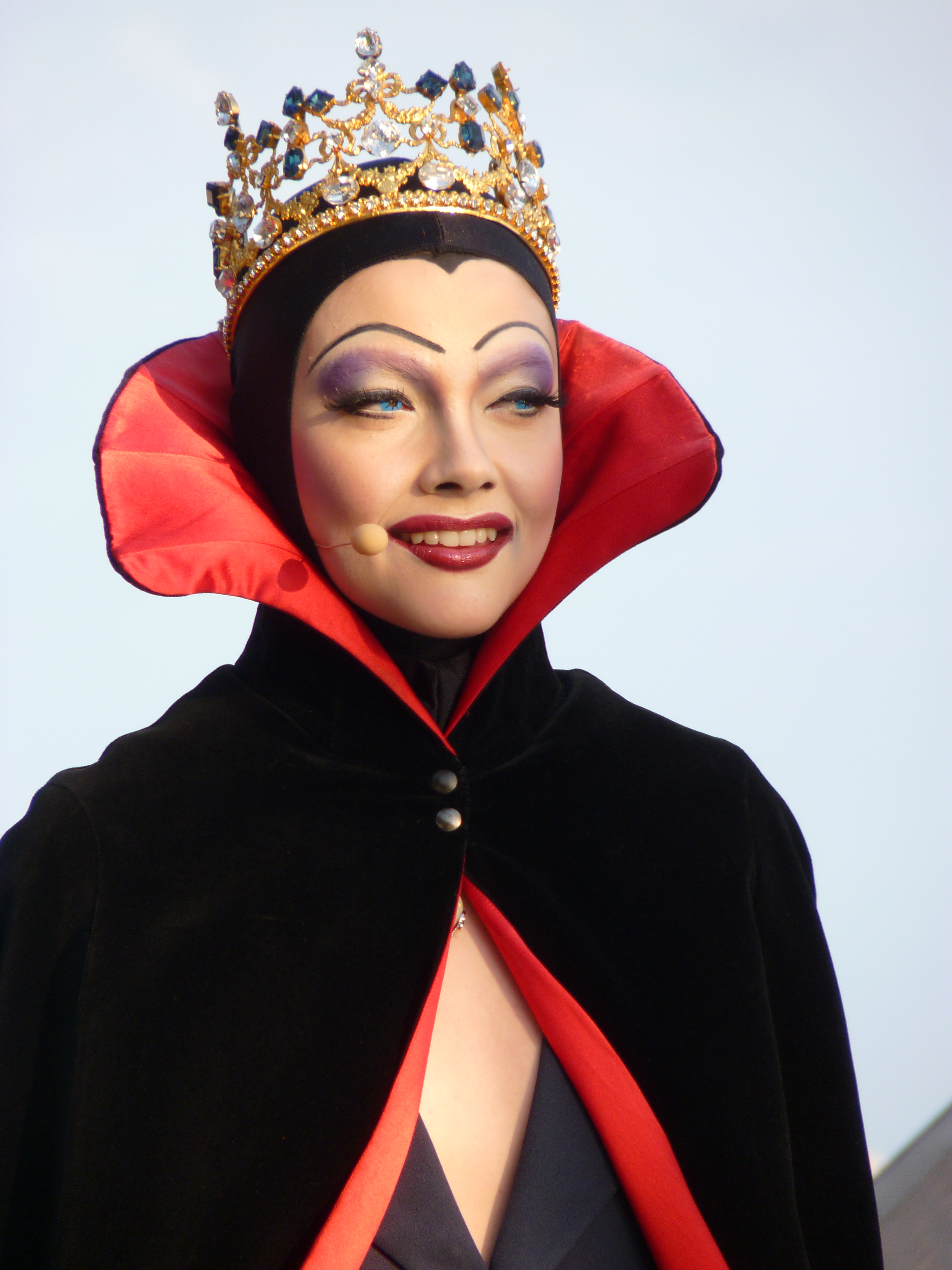
第65回カンヌ国際映画祭でのフランス人女優、テレビ司会者のソルヴェイグ・レディガー＝リズロー

ディズニー版の女王は映画評論家から非常に高く評価されたが、（コラムニストのドロシー・キルガレンは例えば、ディズニーに今後のヴィランを魔女ほど怖くしないようにと促した）中には不安を覚える人もいた。英国映画協会のエリック・スムーディンによれば、女王は「おそらく当時も今も映画の本当のスター」として、「唯一歌わない重要なキャラクターである女王は、映画の中で唯一本当に魅力的な人物として際立っている。彼女は嫉妬、憎悪、自己愛、不安など、人間の感情に大きく突き動かされている。彼女はまた、老婆として小人たちに追い詰められ、崖から落ちて非常に暴力的な死を遂げる。（中略）少なくともこの変身シーンと彼女が登場する他のシーンは、女王を映画の最も記憶に残るキャラクターにしている。また、ラ・ヴァーンの演技のニュアンスが彼女を最も同情すべきキャラクターにしているかもしれない」と述べている。ジャネット・マスリンは、映画の白雪姫が「邪悪な継母に虐げられるだけの存在であり、はるかに興味深いキャラクターである」と書き、「邪悪な女王のイメージ（最初は黒髪のグラマーガールとして構想され、1930年代後期の洗練の象徴）で、老化のポーションを飲み、しぼみ、イボと爪が生え、目の前でセクシーで豊満なクリーチャーから恐ろしい老婦人に変わる姿は、白雪姫の快活な女性らしさと同じくらい強烈な印象を観客に与えるに違いない」と述べている。同様に、ロジャー・イーバートは「『白雪姫』は、白雪姫についてではなく、七人の小人と女王についての映画である」と書いており、これが1937年の公開直後に忘れ去られることなく、2001年まで「究極のアニメーション傑作」として残った理由であると述べている。
個人主義フェミニストのカミール・パーリアは、この「気難しいディーバのビッチ」に夢中だったと言う。彼女が幼少期に提示された女性像とは対照的だったためであり、「マリア、この無言の母。そしてここに、鏡の中で奇妙な対話をする魔女の女王がいて、慈悲深くも親切でもある必要はなかった。私は彼女が素晴らしいと思った」と述べている。同様に、後に『ワンス・アポン・ア・タイム』で女王を演じたラナ・パリラは、若い頃ディズニーの『白雪姫』を観るたびに「女王を応援し、愛していた。女王が出てくるたびに、私は『OK!』って感じだった。彼女は私にとってとても魅力的だった」と言っている。作家のデボラ・リップは「以前も言ったことがあるし、また言うことになるだろうが、無力で甘く声のない白雪姫になるか、クールな城と魔法と従者を持つ女王になるかの選択肢があるなら、今すぐ魔法の鏡を私にくれ!」と書いている。映画監督のジョン・ウォーターズもまた、女王が勝つことを応援していたと言い、チャイ・ユーも、自分がディズニーキャラクターなら、『白雪姫』の女王になりたいと言っている。スティーブン・ハンターは彼女を「クール」と評し、「白雪姫についての素晴らしい真実」の1つとして挙げている。
『ワンス・アポン・ア・タイム』の共同制作者アダム・ホロウィッツは、彼の最も古いディズニーの記憶は「女王に怯えながらも目を離せず、その記憶が何年も残っている」と言う。同様に、ファッションデザイナーでアンジェリーナ・ジョリーの『マレフィセント』の協力者であるステラ・マッカートニーも、「私の好きなディズニー映画は白雪姫だった。成長する過程でそのシーンを観て、女王が老いた魔女に変わる場面に完全に怖がった」と言っている。映画製作者で俳優のテリー・ギリアムは、映画の女王を彼の8つの好きなヴィランの1つに挙げ、「虚栄心と美しさが彼女のすべてでありながら、彼女が老いた乞食女に変わるのは王国で最も醜い姿だというのは本当に奇妙だ」とコメントしている。
おとぎ話の講師ジャック・ザイプスも、「鏡を信じる女王は奇妙である。白雪姫は普通のかわいい思春期の赤い頬の少女であり、女王は美しい成熟した女性であり、簡単に美人コンテストで勝つことができるだろう」と指摘している。フェミニスト分析エッセイ「The Poisonous Apple in Snow White: Disney's Kingdom of Gender」（ブレンダ・アイヤーズ英文学教授による）によれば、「映画は女性の権限を悪とし、反抗的な女性に対する非難を通じて性別の適合性を促進している」と述べている。アイヤーズは、女王が最後に恐れて逃げる奇妙な脆弱性を、「若さがなければ、自分自身の力はまったくなく、助けに来る騎士、王子、王、または他の男性がいない」という映画のメッセージに一致していると解釈している。
ヘリテージ・オークションズのアニメーション・アートディレクター、ジム・レントツは2015年に、「女王は今日に至るまで映画界の偉大なヴィランの1人であり、老婆に変わり白雪姫を滅ぼすために出発したときに彼女は最高に恐ろしいものだった」と述べた。映画製作者で俳優のブラッド・バードによれば、1937年当時、「魔女が白雪姫に登場するシーンで小さな子供たちが座席にお漏らしをしてしまうため、ニューヨークの非常に大きな映画館の座席を再張替えする必要があった」と言う。女王は、2003年のアメリカン・フィルム・インスティチュートの「史上最高の映画悪役50人」のリストで第10位にランクインし、アニメーション悪役としては最高位となった。ウォルト・ディズニー・パークス＆リゾーツが2011年に開催したディズニーヴィランズ人気投票「ウィキッド・グーイ・アップル・アワード」（女王の毒リンゴにちなんで名付けられた）では、女王が5つのカテゴリーのうち、「Sinister Stylings」（最もファッショナブルなヴィラン）、「Curses! Foiled Again!」（最も見事な報いを受けたヴィラン）、そして「Unfairest of Them All」（最も邪悪なヴィラン）の3つで優勝した。ジェフ・カーティの2005年の本『Disney Villains: The Top Secret Files』では、彼女を「すべての中で最も偉大なヴィラン」と評価している。女王はまた、多くの出版物によって最高の悪役のリストにしばしば含まれている。

### 文化的影響
児童文学専門の学者マリア・タターによると、この映画は「女王を魅力的な物語のエネルギーを持つキャラクターに変え、白雪姫を7人の小人の助けを借りなければならないほど退屈なキャラクターにしている。最終的には、継母の破壊的で不安を引き起こし、分裂をもたらす存在が、映画に魅力を与え、その広範な普及を可能にし、私たちの文化に強力な影響を与えた」と述べている。アラン・チャールズ・コースとエドワード・ピーターは、女王のキャラクターが映画や他のフィクションにおいて、特に若くて魅力的であることが多い女性としての魔女の一般的な視覚イメージを変えるのに影響を与えたとしている。メイラ・ヌルミが彼女のキャラクター「ヴァンパイラ」を作る際のインスピレーションの一部は、14歳のときにディズニーの『白雪姫』を見た後に女王に魅了されたことから来ている。1939年の『オズの魔法使』で西の悪い魔女役にキャスティングされたとき、ゲイル・ソンダガード（ディズニーのインスピレーションの1人）は、白雪姫の女王のディズニー解釈に似た華麗なビジョンのキャラクターを演じたいと主張したが、プロデューサーのマーヴィン・ルロイとアーサー・フリードがそのアイデアを拒否し、醜い魔女を作ることを選んだため、彼女はプロジェクトから降板し、代わりにマーガレット・ハミルトンがキャスティングされた。それでも、両映画の類似点は、特にそれぞれの魔女キャラクターの描写において、「生身の俳優による白雪姫」として宣伝されたこともあった。
公式Disney.comのブログ「Oh My Disney」は、「女王は、オリジナルのディズニーヴィランであり、それを誇張しているわけではない」と述べた。『デイリー・テレグラフ』によれば、ラ・ヴェルヌの女王役は「未来の悪役、例えば『リトル・マーメイド』のウルスラ（1989年）や『ライオン・キング』のスカー（1994年）のモデルとされた。『眠れる森の美女』のマレフィセントは、カウル、高い襟、風になびくマント、弓形の眉、冷酷な唇、カラスの相棒など、女王から多くの特徴を受け継いでいる。白雪姫の放棄されたコンセプトの1つに、女王が王子を誘拐し、ダンジョンに閉じ込めるというものがあった。同様に、『眠れる森の美女』では、マレフィセントがフィリップ王子を誘拐する。ディズニーの『ガミー・ベアの冒険』の虚栄心の強い悪い魔法使いレディ・ベインも、衣装とキャラクターが女王に似ている。1988年の『ミッキーマウス：コンピューター・ゲーム』では、ミッキーがディズニーランドを救うために倒さなければならない悪い魔女たちは、ディズニーの白雪姫の魔女に似ている。ディズニーXDのシリーズ『ハイ・ホー7D』（2014年）に登場する魔法を使う悪役カップル「ザ・グロウズ」の最初の名前は、女王の別名「グリムヒルデ」に触発された可能性があり、間抜けな魔法使いの夫「グリム」と決断力のある魔女の妻「ヒルディ」がいる。
映画の女王のキャラクターデザインは、他の白雪姫のアダプテーションにも使用されました。例えば、1970年のトルコ映画『Pamuk Prenses ve Yedi Cüceler』の女王などである。イタリアのエロティックコミック『ビアンカネーブ』の女王ナガも最初はディズニーバージョンを緩く基にしており、白雪姫のキャラクターも同様である。フィルメーションが童話のアニメ続編を発表したとき、スタジオはディズニーに訴えられ、フィルメーションはキャラクターがディズニー映画のものに似ていないことを約束した。この和解には、映画に「悪い魔女」のキャラクターが登場しないことが明記されており、代わりに女王の兄弟が彼女の死を復讐する話になり、タイトルも『Snow White in the Land of Doom』から『Happily Ever After』に変更された。
女王は他にも関連性のないタイトルの主な悪役キャラクターにインスピレーションを与えた。例えば、ロシアのアニメ映画『The Wild Swans』（1962年）の継母女王、メキシコ映画『Tom Thumb and Little Red Riding Hood』（1962年）の魔女女王、アニメ『ユニコ』の女神ヴィーナス、アメリカ映画『The Hugga Bunch』（1985年）の女王アドミラ、ビデオゲーム『Curse of Enchantia』（1992年）の魔女の女王などがある。オーソン・ウェルズの1948年の映画『マクベス』のレディ・マクベスの描写は、彼女の衣装、メイク、さらには死の方法までもが女王に似ており、1982年のコミックブックアダプテーションでも視覚的に女王を基にしている。1988年の映画『ウィロー』の女王バヴモーダは非常に似ており、シネファンタスティックの編集長フレデリック・S・クラークは彼女を「白雪姫の女王そのもの、フード付きの衣装まで」と表現した。ロビン・ウッドは、『スターウォーズ』フランチャイズの皇帝の見た目と魔女の見た目の間に関連性を見出した（スターウォーズも最終的にはディズニーの作品となった）。ビデオゲーム・デザイナーのスティーブ・ブラウンによれば、1985年のゲーム『Cauldron』のメインキャラクターである魔女女王は、女王の老いた魔女の姿からインスピレーションを受けた。ブリジット・ニールセンは、1992年のイタリア映画『Fantaghirò 2』で彼女の役をディズニーの「グリムヒルデ」に基づいて演じたと述べている。
女王の城は、映画の広告（映画のポスターの背景として機能）に大きく使用された。その後のディズニーの童話映画、『シンデレラ』『眠れる森の美女』『リトル・マーメイド』『美女と野獣』『アラジン』なども同様に幻想的な城や宮殿が登場し、これらの建物はしばしば映画のポスターの中心や背景として機能している。各ディズニー・テーマパークの中心にはおとぎ話の城があり、その城のイメージはブエナ・ビスタ・インターナショナルのロゴにも使用されている。

### オマージュのカメオ出演とパロディ
女王は、ディズニー以外のメディアでもいくつかのパロディ的なカメオ出演やオマージュ出演をしている。1945年のラジオ番組『This Is My Best』では、女王が恐ろしい呪いを発し、魔法の鏡が千の破片に砕け散り、女王が立っていた場所には黒い蜘蛛が這い出し夜の中へ消えていく灰の山が残った。ウディ・アレンの実写映画『アニー・ホール』（1977年）では、アルヴィがディズニーの『白雪姫』を観たとき、他の子供たちが白雪姫に夢中になる中で、自分は女王に惹かれたと語る。これに続いて、アニーに似た女王（ダイアン・キートンが声を担当）が、空想にふけるアルヴィのアニメ版と話すアニメーションシーンが流れるが、結局女王も彼を叱る。アルヴィはそれを彼女の生理のせいにしようとするが、女王は自分がただのアニメキャラクターだと彼に思い出させる。
女王は、1988年のイタリアのホラーコミックシリーズ『Dylan Dog』の1号でヴィランとして登場したときにも言及された。『ザ・シンプソンズ』のエピソード「偉大なる女性たち」（2009年）では、白雪姫に毒を盛った後、小人たちから逃れた女王が怒った森の動物たちにリンチされる。2022年の短編映画『リサ・シンプソンのクラブへようこそ』では、他のディズニーヴィランズとともに女王が魔女の姿で登場する。『U.S. エーカー』の2部構成のアニメ「Snow Wade and the 77 Dwarves」では、ラノリンがディズニー版に基づいた衣装で女王として登場する。『ファミリー・ガイ』の2009年のエピソード「Road to the Multiverse」では、ハーバートが変装した女王として登場する。『マペット・ショー』のキャラクター、ミス・ピギーは2010年のパロディコミックミニシリーズ『Muppet Snow White』で女王として登場する。キャッシー・スケルボは2013年のYouTubeパロディミュージックビデオ『Cell Block Tango』で女王を演じた。女王は、2014年のOh My Disneyのハロウィンパロディミュージックビデオ『Counting Scars』にも登場し、ワンリパブリックの「カウンティング・スターズ」のパロディである。キンバリー・コールはトドリック・ホールの2014年のパロディミュージックビデオ『Snow White and the Seven Thugs』で女王を演じた。